# Chlorochaeta integranota
Chlorochaeta integranota là một loài bướm đêm trong họ Geometridae.